# Vittyglad myggsnappare
Vittyglad myggsnappare (Polioptila albiloris) är en fågel i familjen myggsnappare inom ordningen tättingar.

## Utseende
Vittyglad myggsnapare är en mycket liten grå och vit fågel med en lång stjärt som oftast hålls rest. Hanen har svart hjässa i häckningsdräkt, utanflr häckningstid med ett smalt vitt ögonbrynsstreck. Honan har grå hjässa med ögonbrynsstreck året runt. Svartbrynad myggsnappare saknar ögonbrynsstrecket men har istället vit ögonring.

## Utbredning och systematik
Vittyglad myggsnappare förekommer i Centralamerika och delas numera vanligen in i två underarter med följande utbredning:
- Polioptila albiloris vanrossemi – torra västra och södra Mexiko (Michoacán och Guerrero till södra Chiapas)
- Polioptila albiloris albiloris – det inre av Guatemala till nordvästra Costa Rica

Yucatánmyggsnapparen (P. albiventris) behandlades fram tills nyligen som en underart till vittyglad myggsnappare, och vissa gör det fortfarande.

## Status
IUCN kategoriserar arten som livskraftig, men inkluderar ännu yucatánmyggsnapparen i bedömningen.